# Poseidonamicus ocularis
Poseidonamicus ocularis is een mosselkreeftjessoort uit de familie van de Thaerocytheridae. De wetenschappelijke naam van de soort is voor het eerst geldig gepubliceerd in 1986 door Whatley, Downing, Kesler & Harlow.